# The Ringtailed Rhinoceros
The Ringtailed Rhinoceros er en amerikansk stumfilm fra 1915 af George W. Terwilliger.

## Medvirkende
- Raymond Hitchcock som John Carter-Carter.
- Flora Zabelle som Marybelle Loring.
- Raymond Hackett som Billie Loring.
- Herbert Fortier som Mr. Loring.
- Ida Waterman som Mrs. Loring.